# Équipe cycliste Hong Kong
L'équipe cycliste Hong Kong (chinois simplifié : 香港职業队 ; chinois traditionnel : 香港職業隊 ; pinyin : Xiānggǎng Zhíyè Duì ; romanisation jyutping du cantonais : Heung1 Gong2 Jik1 yip6 Deui6) est une équipe cycliste hongkongaise participant aux circuits continentaux de cyclisme et en particulier l'UCI Asia Tour. L'équipe a perdu son statut professionnel fin 2007, mais continue d'exister.

## Hong Kong en 2013

### Effectif
| Cycliste | Date de naissance | Nationalité | Équipe 2012 |
| -------- | ----------------- | ----------- | ----------- |

### Victoires
| Date       | Course                                       | Pays      | Classe | Vainqueur       |
| ---------- | -------------------------------------------- | --------- | ------ | --------------- |
| 06/04/2013 | Classement général du Tour de Thaïlande      | Thaïlande | 2.2    | Choi Ki Ho      |
| 30/06/2013 | Championnat de Hong Kong sur route           | Hong Kong | CN     | Cheung King Wai |
| 01/07/2013 | Championnat de Hong Kong du contre-la-montre | Hong Kong | CN     | Choi Ki Ho      |

## Hong Kong en 2008

### Effectif
| Cycliste        | Date de naissance | Nationalité | Équipe 2007 |
| --------------- | ----------------- | ----------- | ----------- |
| King Wai Cheung | 03.09.1985        | Hong Kong   |             |
| Ho Ting Kwok    | 26.02.1988        | Hong Kong   |             |
| Kai Tsun Lam    | 24.11.1984        | Hong Kong   |             |
| Wang Yip Tang   | 05.06.1984        | Hong Kong   |             |
| Wong Kam Po     | 13.03.1973        | Hong Kong   |             |
| Kin San Wu      | 04.05.1985        | Hong Kong   |             |

### Victoires
| Date       | Course                                 | Pays           | Classe | Vainqueur       |
| ---------- | -------------------------------------- | -------------- | ------ | --------------- |
| 09/03/2008 | 1re étape du Tour de Taïwan            | Taipei chinois | 2.2    | Wong Kam Po     |
| 15/03/2008 | 7e étape du Tour de Taïwan             | Taipei chinois | 2.2    | Wong Kam Po     |
| 22/10/2008 | 4e étape du Tour de Hong Kong Shanghai | Hong Kong      | 2.2    | King Wai Cheung |